# Sulla giustizia
Sulla giustizia è un breve dialogo pseudoplatonico in cui Socrate e un interlocutore anonimo discutono attorno al tema della giustizia. 

## Contenuto
Il dialogo si apre con la domanda su cui si incentrerà l'indagine dei due interlocutori, con un incipit in medias res che richiama due dialoghi platonici oggi ritenuti spuri, l’Ipparco e il Minosse. In questo caso, Socrate domanda ad un anonimo cosa sia la giustizia. Essa appare però subito un argomento ostico e difficile da definire: infatti, come è possibile distinguere un'azione giusta da una ingiusta? (373a-374a) Le stesse azioni possono talvolta essere giuste, talvolta no, in base alle situazioni; inoltre, gli uomini compiono ingiustizia volontariamente oppure no?
A quest'ultima domanda, l'interlocutore risponde affermativamente, ma Socrate sostiene il contrario. Inoltre, l'interlocutore afferma anche che giuste sono «quelle azioni che vengono fatte quand'è necessario, al momento opportuno; ingiuste quelle che si compiono fuori luogo» (375a). Da qui, Socrate porta l'interlocutore ad ammettere che chi compie azioni ingiuste deve necessariamente essere ignorante, poiché non sa come comportarsi a luogo e tempo debito, e in quanto tale agisce involontariamente. 
Socrate giunge dunque alla conclusione che il malvagio compie azioni ingiuste involontariamente, dimostrando ancora una volta il suo motto secondo cui virtù e scienza coincidono.